# Szépségverseny

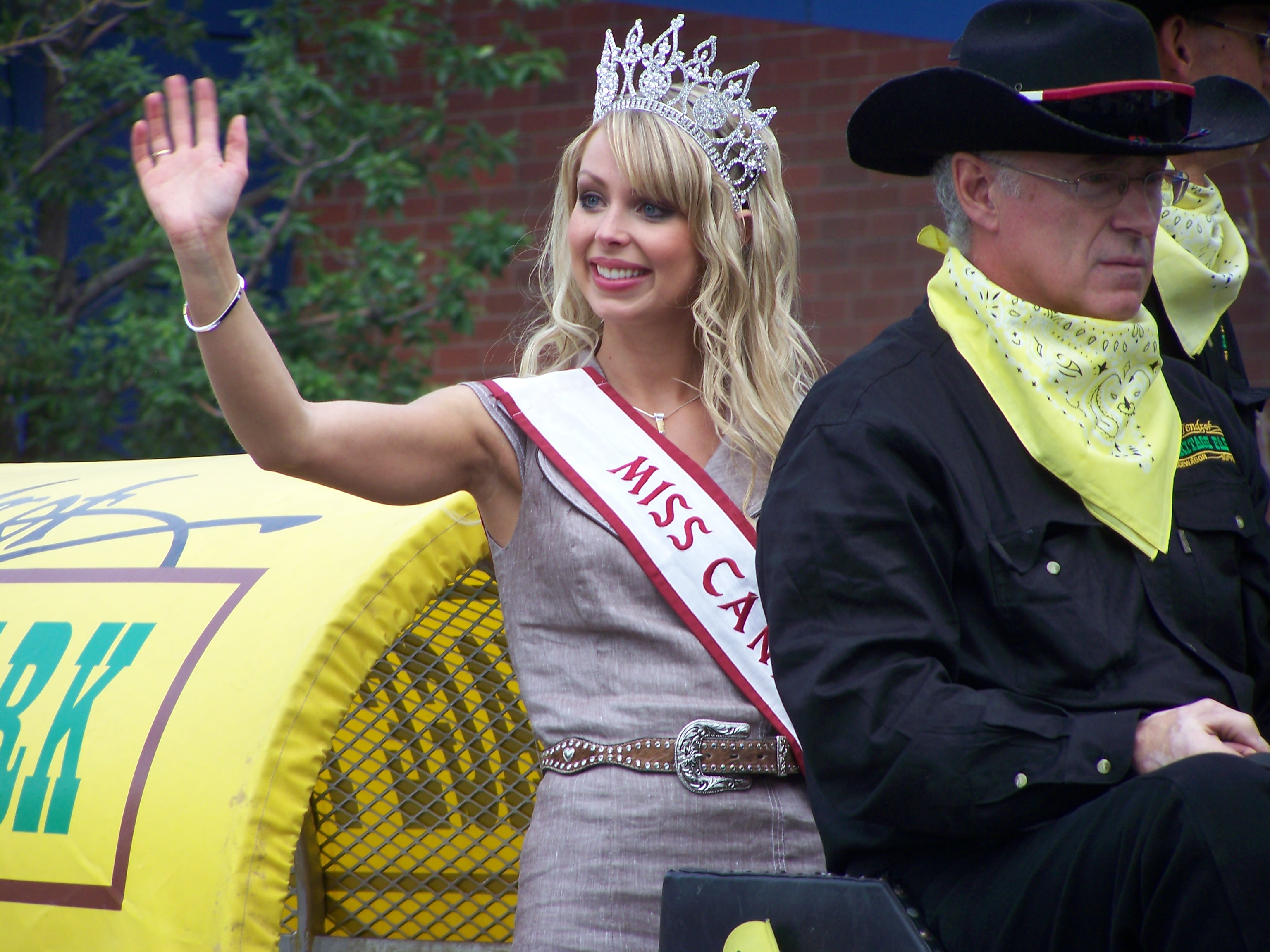
A szépségkirálynő

A szépségverseny olyan – általában évente megrendezett – esemény, ahol elsősorban a versenyzők külseje, mozgása és általános megjelenése alapján egy zsűri hirdet győztest. Komolyabb országos és világversenyen a jelentkezők műveltsége, intelligenciája, és beszédkészsége is fontos szerepet kap.
Különböző versenyeket hirdetnek nők, férfiak és gyerekek számára. A jelentkezésnek feltételei vannak, melyek versenyenként eltérőek. A győztest általában valami Szépének nevezik, például Magyarország Szépe.
A szócikk és a hozzá kapcsolódó versenyek szócikkei nők számára meghirdetett versenyeket mutatnak be.

## Rangosabb magyar versenyek

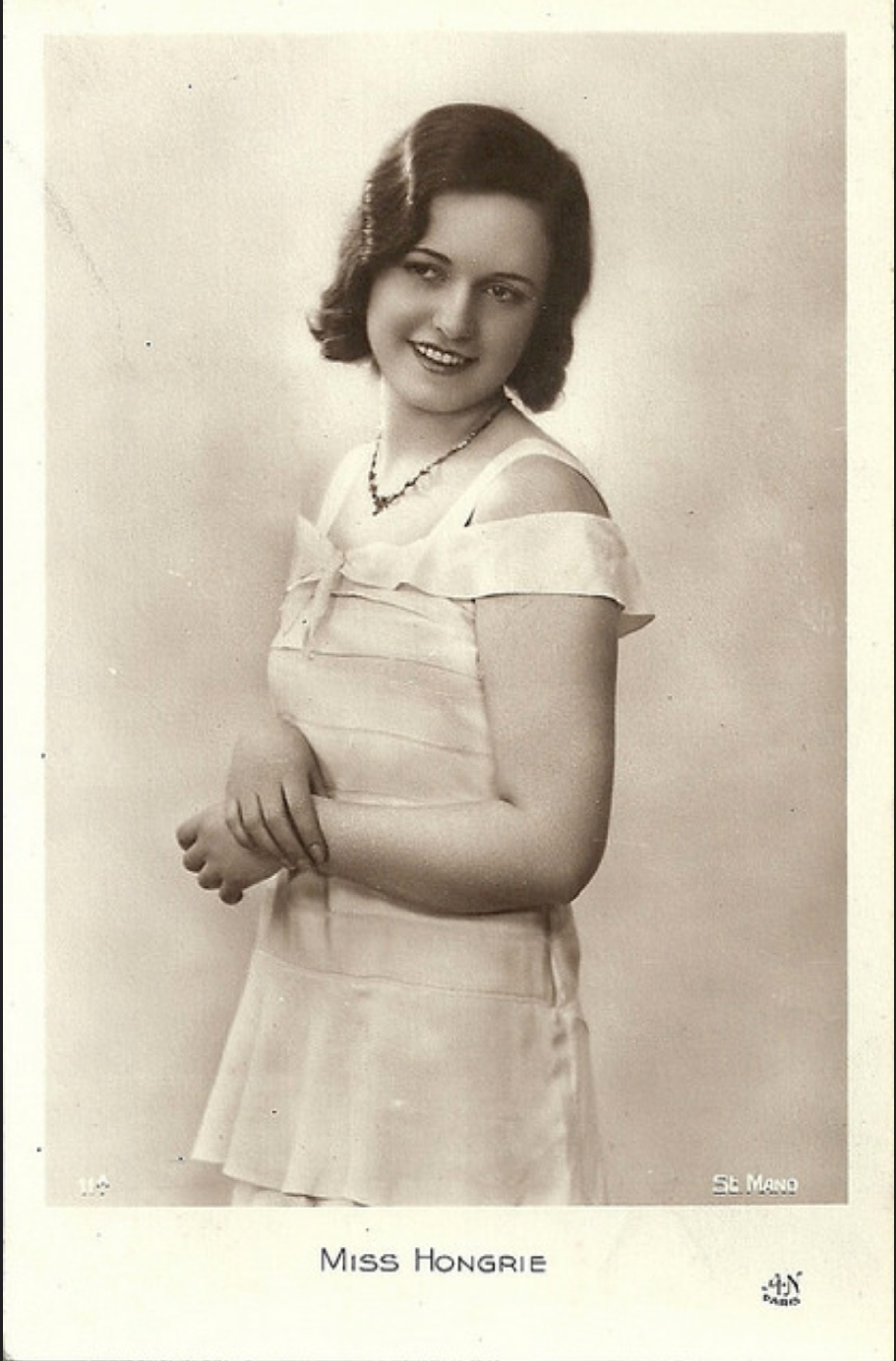
Miss Hongrie 1931, Tasnády Fekete Mária

A táblázat az adott verseny legutóbbi időpontját és aktuális győztesének nevét tartalmazza.
| Verseny                                                                                         | Időpont             | Győztes          |
| ----------------------------------------------------------------------------------------------- | ------------------- | ---------------- |
| Nemzet Szépe - Miss Nation Hungary Archiválva 2017. április 16-i dátummal a Wayback Machine-ben | 2018. június 03.    | Fenesi Krisztina |
| Nemzet Szépe - Miss Nation Hungary Archiválva 2017. április 16-i dátummal a Wayback Machine-ben | 2017. június 17.    | Kis Gabriella    |
| Nemzet Szépe - Miss Nation Hungary Archiválva 2017. április 16-i dátummal a Wayback Machine-ben | 2016. június 26.    | Özer Nóra        |
| Miss World Hungary 2013                                                                         | 2013. június 22.    | Rákosi Annamária |
| Miss Budapest 2013                                                                              | 2013. május 4.      | Keserű Emese     |
| Miss Universe Hungary 2013                                                                      | 2013. június 22.    | Kárpáti Rebeka   |
| Miss Earth Hungary 2012                                                                         | 2012. június 9.     | Kocsis Alexandra |
| Miss International Hungary 2013                                                                 | 2013. augusztus 31. | Ötvös Brigitta   |
| Miss Hungary 2011                                                                               | 2011. december 29.  | Bertók Marianna  |
| Miss Balaton 2008                                                                               | 2008. augusztus 8.  | Papp Lili        |
| Anna-bál Szépe 2009                                                                             | 2009. július 25.    | Farkas Viktória  |
| Miss Balaton Fővárosa 2011                                                                      | 2011. augusztus 6.  | Hankó Cynthia    |
| Miss Alpok Adria 2014                                                                           | 2014. március 1.    | Dara Edit        |

## Rangosabb világversenyek
A világ legelső nemzetközi szépségversenye a Miss World, mely 1951-ben indult Angliában. A következő évben indították útra a Miss Universe versenyt az USA-ban, az előbbi verseny konkurenciájaként.
1960-ban kezdődött a Miss International versenysorozat japán szervezésben és 2001-ben a szakértői körben csak "szépségverseny-őrült"-nek nevezett Fülöp-szigeteken szervezték meg a Miss Earth versenyt.
E 5 szépségversenyt nagyságuk, szervezettségük, díjaik, ismertségük és elismertségük okán a Grand Slam néven emlegetik.
Megoszlanak a vélemények arról, hogy vajon a Miss World vagy a Miss Universe a rangosabb, de abban megegyezés van, hogy annak ellenére, hogy a Miss Grand International csupán 2013-ban indult, máris kivívta magának a harmadik legrangosabb szépségverseny címet, míg a Miss International leszorult a negyedik helyre.
A táblázat az adott verseny legutóbbi időpontját, aktuális győztesének és a magyar résztvevőnek a nevét tartalmazza.
| Verseny                       | Időpont            | Győztes                                 | Magyar résztvevő  |
| ----------------------------- | ------------------ | --------------------------------------- | ----------------- |
| Miss World 2019               | 2019. december 14. | Toni-Ann Singh, Jamaica                 | Krisztina Nagypál |
| Miss Universe 2019            | 2019. december 8.  | Zozibini Tunzi, Dél-afrikai Köztársaság | -                 |
| Miss Grand International 2019 | 2019. október 25.  | Valentina Figuera Morales, Venezuela    | -                 |
| Miss International 2019       | 2019. november 12. | Sireethorn Leearamwat, Thaiföld         | -                 |
| Miss Supranational 2019       | 2019. december 6.  | Anntonia Porsild, Thaiföld              | -                 |
| Miss Earth 2019               | 2019. október 26.  | Nellys Pimentel, Puerto Rico            | Tünde Blága       |

## Kevésbé ismert világversenyek
2006-ban egy szépségversenyek körében mértékadónak számító szépségverseny-hírekre specializálódott hírportál, a GlobalBeauties bevette a Négy Nagy közé a Miss Tourism Queen International versenyt, a csoport nevét így a Nagy Öt-re (The Big Five) változtatva. Bár a részt vevő országok száma nagy ezen a versenyen, a média és a szépségversenyek rajnogóinak érdeklődése csekélyebb e verseny iránt.
A Miss Intercontinental és a Queen of the World, bár viszonylag ismertebbek, kevésbé szervezettek, kevesebb részt vevő országot vonzanak, mint a Négy Nagy versenyek, ezért ezeket csak B-kategóriás versenyeknek tartják.
Európában nevezetesebb versenynek számít a Miss Európa, melyet 1928 óta szerveznek meg. Két magyar győztese volt eddig, Simon Böske 1929-ben és Laky Zsuzsanna 2003-ban. A versenyt azonban nem minden évben rendezik meg.
Eme versenyeken kívül is akadnak még "világszépe" választások, de ezeket még a lenti táblázatban szereplő versenyeknél is csekélyebb súlyúnak tartják.
A táblázat az adott verseny legutóbbi időpontját, aktuális győztesének, a magyar résztvevőnek a nevét és elért helyezését tartalmazza.
| Verseny                               | Időpont             | Győztes                               | Magyar résztvevő és eredménye |
| ------------------------------------- | ------------------- | ------------------------------------- | ----------------------------- |
| Miss Tourism Queen International 2009 | 2009. augusztus 28. | Jekatyerrina Grushanyina, Oroszország | nem volt magyar résztvevő     |
| Miss Intercontinental 2010            | 2010. november 7.   | Maydelise Columna, Puerto Rico        | Pásztor Krisztina             |
| Queen of the World 2009               | 2009. december 8.   | Veronika Vovcsuk, Ukrajna             | -                             |
| Miss Európa 2006                      | 2006. október 27.   | Alexandra Rosenfeld, Franciaország    | Semmi-Kis Tünde               |

## A szépségverseny menete
Pár hónappal a döntő napja előtt a szervezők meghirdetik a versenyt. A versenyfelhívást a verseny honlapján, ill. újságokban teszik közzé.
A jelentkezés feltételeit előre megadják (életkor, testmagasság) és közzétesznek egy kérdőívet, melyet kitöltve kell a versenyre jelentkezni. A kérdőívben a jelentkező külsejére vonatkozó kérdéseken túl (pl. haj és szemszín, ruhaméret, testsúly, derék-mell-csípőméret stb.) az iskolai végzettségre, nyelvtudásra és a jelentkező további terveire vonatkozóan is feltesznek kérdést. Komolyabb versenyen pár mondatban azt is meg kell okolni, hogy miért jelentkezett a versenyző, és mit tenne, ha megnyerné a versenyt. A jelentkezéshez fényképeket is kell csatolni.
A fenti adatok és képek alapján történik az előválogatás, amikor kiválasztják a jelentkezők azon körét, akik egy elődöntő keretében személyesen is bemutatkozhatnak a zsűrinek. Az elődöntő többfordulós is lehet, ill. több helyszínen is rendezhetik egyszerre – mindez a jelentkezők számától függ. Ha kevés jelentkező van, akkor előválogatás nélkül behív(hat)nak minden jelentkezőt az elődöntőre.
Az elődöntő(k)ből egy előre meghatározott számú versenyző jut be a döntőbe. A döntő résztvevőinek száma 10-25 között ingadozhat. A döntősök – amennyiben rangos versenyről van szó – a döntő előtt ún. felkészítő táborban vesznek részt, ahol szakemberek segítségével (fodrász, kozmetikus, fotós, edző stb.) készülnek a döntőre. A személyiségükhöz és külsejükhöz illő ruhákat, sminket választanak a számukra, gyakorolják a színpadi koreográfiát, a szép tartást és járást ill. testedzéseken vesznek részt, valamint az étkezésükre is ügyelnek.
A döntő általában egy show-műsor keretében zajlik, melyen a versenyzők fürdőruhában és estélyi ruhában vonulnak fel a zsűri előtt, és a show műsorvezetője pár kérdést tesz fel nekik, például a célkitűzéseikről.
A felvonulásokat – míg a versenyzők átöltöznek – zenés-táncos műsorszámok szakítják meg. A zsűri, mely a döntőben hírességekből ill. szakemberekből (neves fotós, fodrász, újságíró stb.) áll, pontozásos rendszerben dönt a győztes személyéről és a helyezettekről.
A verseny szponzorai döntenek általában a különdíjakról.
Az esemény legvégén kerül sor a győztes megkoronázására. Először a különdíjakat, utána a helyezetteket (először a harmadik majd a második helyezettet) hirdetik ki, és legvégül a győztest. Külföldön szokás, hogy az előző évi győztes helyezi az új szépségkirálynő fejére a koronát, Magyarországon általában a verseny főszervezője teszi ezt.
A rendezvény végén tűzijátékot mutatnak be a győztes tiszteletére ill. néha bált vagy partit is adnak.
Rangosabb döntőkről a televíziók is összefoglalót készítenek és mutatnak be.

## Külső hivatkozások
- Nemzet Szépe hivatalos honlapja Archiválva 2017. április 16-i dátummal a Wayback Machine-ben
- Miss World Hungary hivatalos honlapja
- Miss Universe Hungary hivatalos honlapja
- Miss International Hungary hivatalos honlapja
- Miss World hivatalos honlapja
- Miss Universe hivatalos honlapja
- Miss Earth hivatalos honlapja
- Miss Alpok Adria hivatalos, magyar honlapja
- Miss Alpok Adria hivatalos honlapja Archiválva 2019. szeptember 11-i dátummal a Wayback Machine-ben
- A historical look at beauty contests Archiválva 2002. március 30-i dátummal a Wayback Machine-ben
- Szépségverseny.lap.hu - linkgyűjtemény
- Szépségverseny Szolnokon, 1927-ben